# 詹卢卡·加拉西

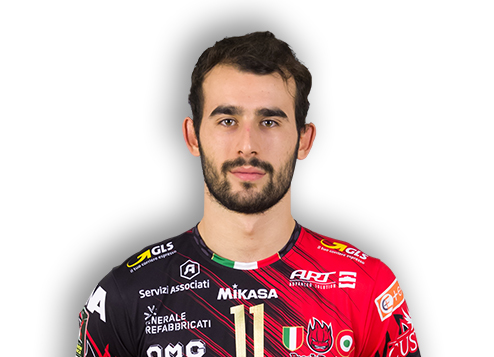
2019年的加拉西

詹卢卡·加拉西（義大利語：Gianluca Galassi，1997年7月24日—），意大利排球运动员。他曾代表意大利参加2019年夏季世界大學生運動會和2020年夏季奥林匹克运动会排球比赛。
2021年9月19日，他代表意大利夺得2021年欧洲男子排球锦标赛冠军。